# Copera vittata
Copera vittata là loài chuồn chuồn trong họ Platycnemididae. Loài này được Selys mô tả khoa học đầu tiên năm 1863.

## Hình ảnh

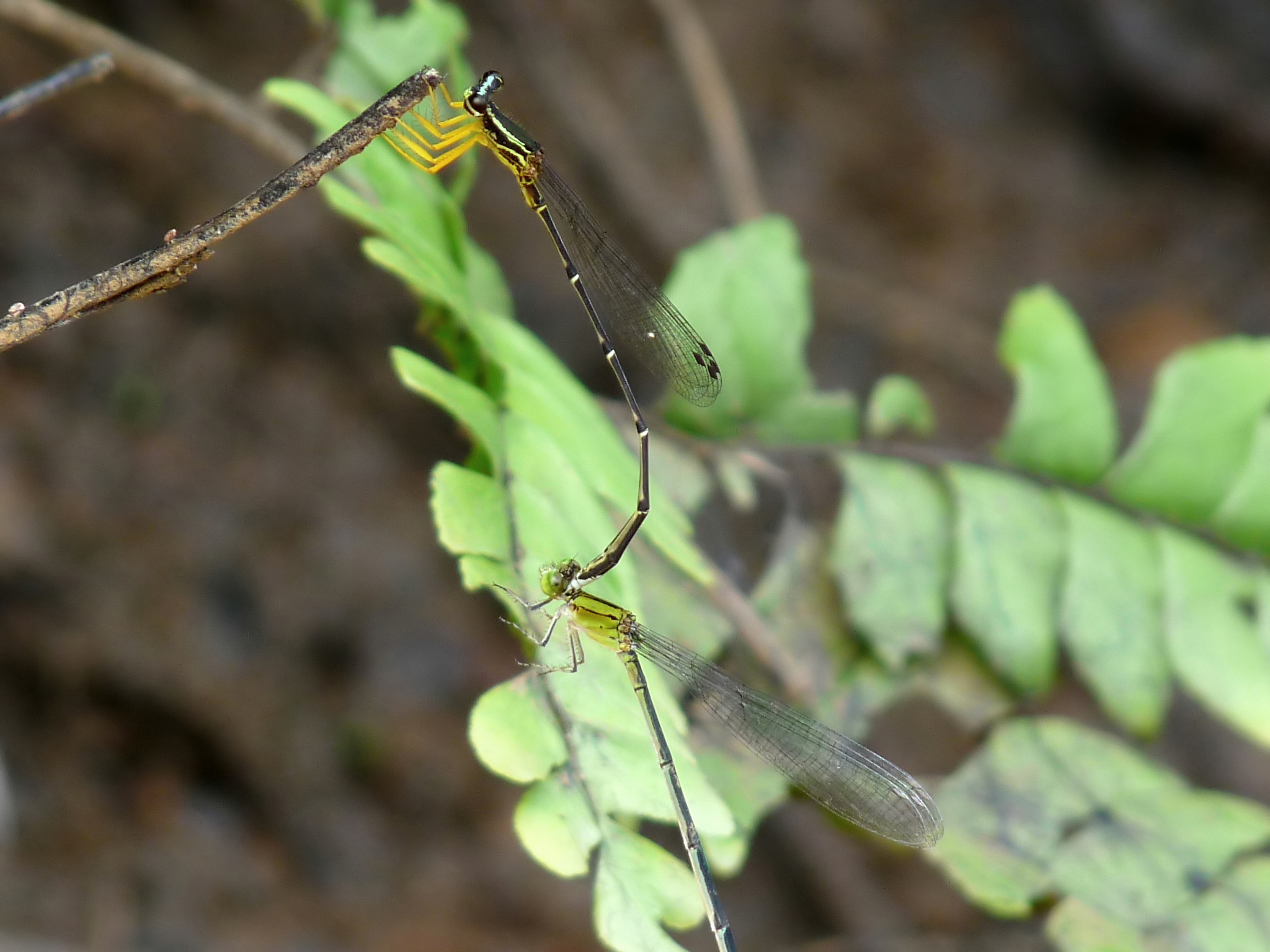